# 高鈺婷
高鈺婷（1985年3月28日—），中華民國政治人物，為時代力量黨籍，曾任該黨黨主席、秘書長、決策委員、新竹黨部執行長等職。
自2009年起，她於工業技術研究院擔任工程師，2014年起加入島國前進，2019年5月15日獲時代力量提名參選新竹市選舉區立法委員選舉，為此辭去工程師職務。她的競爭對手包括鄭宏輝（代表民主進步黨）、鄭正鈐（代表中國國民黨）等人。選舉結果，以兩萬餘票敗給三度參選立委的時任中國國民黨新竹市議員鄭正鈐，但較上屆參選的邱顯智（本屆轉戰不分區）足足增加一倍的票數。
2020年邱顯智上任立法委員後，高鈺婷擔任其服務處主任委員，並兼任時代力量科技政策小組召集人。2月11日，擔任時代力量副秘書長，直到8月15日因參與黨內決策委員選舉而自行請辭該職。8月29日，她在黨聲勢低落時當選黨主席，是該黨首位女性黨主席。11月3日，高在個人臉書上宣布辭去黨主席一職。

## 早期工作
高鈺婷自2009年進入工業技術研究院擔任工程師，2019年因參選立法委員而辭職。十年的工程師生涯中，高鈺婷有六年的時間投入工研院與國家太空中心合作的自主衛星研製計畫，並在工研院負責研製的其中一項關鍵技術擔任計畫主持人。

## 參政

### 2020年新竹市立委選舉
因受到2018年九合一大選以及公民投票的結果震撼，高鈺婷認為若要守護台灣以及價值，必須扛起責任。並於2019年5月15日時代力量召開的提名記者會宣布，將投入2020年新竹市立委選舉，選區的競爭對手尚有國民黨的鄭正鈐、民進黨的鄭宏輝以及國會政黨聯盟的廖蓓瑩等人。
高鈺婷在參選聲明 （页面存档备份，存于）中，提及自己希望做到兩件事：
1. 檯面上的政治人物不該唱衰台灣的產業，而是應該珍惜所累積的產業成果，共同面對產業技術受到竊取的威脅。
2. 希望讓新竹這座城市、台灣這個國家，許許多多的年輕爸媽們，能夠免於恐懼，安心地養育下一代。

#### 政見
1. 反制紅色滲透，捍衛台灣主權。
2. 防制中資竊取技術，守護台灣科技。
3. 杜絕不肖業者，建構安心托育。
4. 拒絕房市炒作，落實居住正義。

#### 過程與事件
批評鴻海犧牲群創護航深超爭議
2019年5月14日，表態參加國民黨總統初選的鴻海董事長郭台銘遭媒體爆料，鴻海與華為私下達成協議，將群創光電轉單深超光電，造成台灣技術外流。
2019年5月23日，時代力量立委參選人陳雨凡、高鈺婷與智庫副執行長彭盛韶共同召開記者會，高鈺婷表示，過去台灣許多科技廠在中國設廠時，多半面臨中國政府要求合資、技術轉移給中國的狀況；高鈺婷質疑，此次鴻海與華為的協議，有無牽涉到技術轉議？當美國傾全國之力防範中國技術入侵美國時，參選總統的郭台銘，對中國可能竊取台灣高科技技術的立場為何。
要求改善幼托違規問題
由於新竹市短期內接連傳出幼兒園食材過期及托嬰中心違規超收的情形，高鈺婷與時代力量新竹市議會黨團共同召開記者會，要求市府應完整揭露幼兒園、托嬰中心的評鑑、稽查、開罰結果，並在三個月內整合建置公開資訊平台，並增補稽查人力。
高鈺婷指出，在過去幾起事件中，常常因為「兒少法」沒有規定「應公告園所名稱」，使得市府何時開罰、如何開罰都不公開，一直要到事件「鬧大了」，市府才會發新聞稿解釋。並認為應該全面檢視「兒少法」，要求「只要開罰，就應公開園所名稱」，讓園所的狀況能被公開檢視，若園所事後有所改善，也讓家長們有機會理解。
遮眼聲援反送中並點名對手表態
時代力量新竹市立委參選人高鈺婷於2019年8月22日在臉書貼出遮右眼照，響應由南韓演員金義聖發起的「Eye For Hong Kong」行動。除了於貼文中重申支持反送中運動的立場外，她也點名國民黨立委參選人鄭正鈐，與民進黨立委參選人鄭宏輝，希望他們也能對香港議題做出表態。 她認為，雖然目前總統府、陸委會都表示會給予香港人「人道援助」，但從目前的案例看來，包括香港銅鑼灣書店老闆林榮基，都認為目前的申請制度並不明確，而且居留時間與方式也未獲保障。 不過，鄭正鈐與鄭宏輝未回應高鈺婷的呼籲，也未做出明確表態。

#### 選舉結果
| 2020年新竹市選舉區立法委員選舉結果 | 2020年新竹市選舉區立法委員選舉結果 | 2020年新竹市選舉區立法委員選舉結果 | 2020年新竹市選舉區立法委員選舉結果 | 2020年新竹市選舉區立法委員選舉結果 | 2020年新竹市選舉區立法委員選舉結果 | 2020年新竹市選舉區立法委員選舉結果 |
| 號次                               | 候選人                             | 政黨                               | 得票數                             | 得票率                             | 當選標記                           |                                    |
| ---------------------------------- | ---------------------------------- | ---------------------------------- | ---------------------------------- | ---------------------------------- | ---------------------------------- | ---------------------------------- |
| 1                                  | 鄭正鈐                             | 中國國民黨                         | 95,298                             | 36.96%                             |                                    |                                    |
| 2                                  | 鄭宏輝                             | 民主進步黨                         | 82,011                             | 31.81%                             |                                    |                                    |
| 3                                  | 廖蓓瑩                             | 國會政黨聯盟                       | 5,151                              | 1.99%                              |                                    |                                    |
| 4                                  | 王榮德                             | 無黨籍                             | 971                                | 0.37%                              |                                    |                                    |
| 5                                  | 高鈺婷                             | 時代力量                           | 73,770                             | 28.61%                             |                                    |                                    |
| 6                                  | 曾楷耀                             | 台灣維新                           | 589                                | 0.22%                              |                                    |                                    |
| 選舉人數                           | 選舉人數                           | 選舉人數                           | 340,854                            | 340,854                            | 340,854                            |                                    |
| 投票數                             | 投票數                             | 投票數                             | 261,478                            | 261,478                            | 261,478                            |                                    |
| 有效票                             | 有效票                             | 有效票                             | 257,790                            | 257,790                            | 257,790                            |                                    |
| 無效票                             | 無效票                             | 無效票                             | 3,688                              | 3,688                              | 3,688                              |                                    |
| 投票率                             | 投票率                             | 投票率                             | 76.71%                             | 76.71%                             | 76.71%                             |                                    |

#### 選後
2020年2月11日，時代力量決策委員會決議，新任兩位副秘書長，為前立委徐永明國會辦公室主任林鈺傑，及曾代表時力參選新竹市立委的高鈺婷。8月5日，時代力量決策委員會總辭，隔日高鈺婷表態參選決策委員。8月15日，高鈺婷完成決策委員候選人登記，同時辭去副祕書長。

### 時代力量黨主席
2020年8月29日，高鈺婷宣誓就任時代力量第5任黨主席，原定任期至2021年3月1日，然而僅短暫任職至2020年11月3日便倉促請辭。

## 軼事
- 2019年7月5日，高鈺婷因在競選過程中遺失競選外套，為了尋回競選外套，高鈺婷當晚在臉書粉絲專頁發布貼文，除了希望市民拾獲外套能夠送回辦公室外，同時也呼籲：「大家不要只按讚或笑，幫忙分享救救小高啊」，更指出：「真的要哭了啦，太誇張了吧，我需要外套」。[13]翌日，高鈺婷於臉書粉絲專頁發布貼文，表示已接到電話通知，有熱心民眾將外套送至市議會，除了希望能當面向該位民眾道謝外，也表示希望下次不要再發生這種事，並將必備品備好5份。

- 2019年8月17日，高鈺婷於粉絲專頁發布自己與安心亞廣告看板的合影，高更模仿安心亞在廣告看板中的姿勢，兩人外型神似，引起廣大討論，因而獲得網友「時力安心亞」的稱號。[14]

- 2019年11月18日，民進黨立院黨團總召柯建銘陪民進黨新竹市立委參選人鄭宏輝完成登記，並將炮口指向鄭宏輝對手、時力參選人高鈺婷，批評高自比「新竹林志玲」、「錯把選舉當選美」。[15]

## 外部連結
- 新新竹 高鈺婷 （页面存档备份，存于）在Facebook的專頁
- YouTube上的高鈺婷頻道
- 高鈺婷的Instagram帳戶

| 政党职务      | 政党职务                                                                             | 政党职务      |
| ------------- | ------------------------------------------------------------------------------------ | ------------- |
| 時代力量      |                                                                                      |               |
| 前任： 魯柏君 | 時代力量副秘書長 第三任 與林鈺傑、陳薇仲、簡智翔同時在任 2020年3月1日－2020年8月15日 | 辭職          |
| 前任： 徐永明 | 時代力量中央黨部主席 第五任 2020年8月29日－2020年11月17日                            | 繼任： 陳椒華 |
| 前任： 陳志明 | 時代力量秘書長 第五任 2020年8月29日－2020年11月17日                                  | 繼任： 白卿芬 |